# Gary Kemp
 (août 2024).
Si vous disposez d'ouvrages ou d'articles de référence ou si vous connaissez des sites web de qualité traitant du thème abordé ici, merci de compléter l'article en donnant les références utiles à sa vérifiabilité et en les liant à la section « Notes et références ».
Pour les articles homonymes, voir Kemp.
Gary Kemp, né le 16 octobre 1959 à Smithfield, Londres, est un musicien et acteur anglais. Il est principalement connu pour avoir été le guitariste du groupe Spandau Ballet. Son frère Martin Kemp jouait de la guitare basse dans le même groupe.

## Carrière
Dans les années 1980, lui et son frère ont beaucoup de succès avec le groupe de style Nouveaux Romantiques, Spandau Ballet, avec notamment le tube planétaire True tiré de l'album du même nom paru en 1982. Le groupe sort aussi Gold et Only When You Leave en 1984. Ils participent au concert Live Aid en 1985. Après la dissolution du groupe il se lance comme son frère dans une carrière d'acteur.
Il enregistre aussi un album solo en 1995 Little Bruises mais celui-ci ne rencontre pas le succès. Il écrit, notamment avec Guy Pratt, des comédies musicales (Bedbug, A Terrible Beauty)[réf. nécessaire]. Ces deux musiciens sont recrutés par le batteur Nick Mason pour son groupe Saucerful of Secrets qui présente en tournée des chansons du début de la carrière de Pink Floyd.

## Vie privée
Il a été marié à l'actrice Sadie Frost de 1987 à 1990, ils eurent un fils Finlay Munro (né en 1990). Le couple divorça en 1997, après qu'elle l'eut quitté pour Jude Law. Gary Kemp est maintenant marié à une costumière, Lauren Barber, avec qui il a eu un autre fils, Milo Wolf.

## Discographie

### Albums studio
- 1995 - Little Bruises (Columbia Records)
- 2021 - Insolo (Columbia Records)
- 2025 - This Destination (East West Records / Warner Music)

## Filmographie
- 1990 : Les Frères Krays (The Krays)
- 1992 : Bodyguard (The Bodyguard)
- 1992 : Paper Marriage
- 1994 : Killing Zoe
- 1994 : Magic Hunter
- 2001 : Dog Eat Dog (en)
- 2004 : American Daylight
- 2006 : Poppies
- 2006 : A Voice From Afar
- 2007 : Karma Magnet
- 2009 : The Rapture